# Copa Pan-Americana de Voleibol Masculino de 2021
A Copa Pan-Americana de Voleibol Masculino de 2021 foi uma edição especial deste torneio organizado pela Confederação da América do Norte, Central e Caribe de Voleibol (NORCECA), realizado no período de entre 1 e 9 de setembro, com as partidas realizadas no Palacio del Voleibol Ricardo Glorivi Arias, na cidade de Santo Domingo, na República Dominicana. Seis equipes participaram do torneio, sendo que as cinco primeiras se classificaram para os Jogos Pan-Americanos de 2023, que serão realizados em Santiago, no Chile.
O México conquista pela segunda vez o título da competição, ao derrotar na final o Canadá; e completando o pódio os Estados Unidos venceu a República Dominicana. O oposto mexicano Diego González Castañeda foi premiado como melhor jogador (MVP) da competição. Nesta edição o oposto dominicano Henry Tapia estabeleceu novo recorde de pontos, registrando 131 pontos, superando a marca de 127 pontos marcados em 2012 pelo seu compatriota Jose Miguel Cáceres, e também igualou marca de 17 aces estabelecida em 2012 pelo também dominicano Elvis Contreras; já nos bloqueios o central canadense Jackson Howe alcançou a marca de 27 pontos, superando o estadunidense Merrick McHenry que nesta edição já havia superado com 25 pontos, as marcas de 21 pontos de bloqueios realizados pelo brasileiro Gustavo Bonatto de 2012 e do porto-riquenho Mannix Roman de 2014.

## Seleções participantes
| Equipe                      | Última participação |
| --------------------------- | ------------------- |
| República Dominicana (sede) | 9º em 2019          |
| Canadá                      | 7º em 2019          |
| Estados Unidos              | 5º em 2019          |
| Porto Rico                  | 6º em 2019          |
| México                      | 3º em 2019          |
| Suriname                    | 12º em 2019         |

## Formato da disputa
O torneio foi dividido em duas fases: fase classificatória e fase final.
Na fase preliminar as 6 equipes participantes em grupo único, ou seja, hexagonal, um sistema de todos contra todos. Ao final desta fase as quatro primeiras colocadas disputaram as semifinais e as eliminadas definiram a quinta posição e as equipes foram classificadas de acordo com os seguintes critérios:
1. Maior número de partidas ganhas.
2. Maior número de pontos obtidos, que são concedidos da seguinte forma:
  - Partida com resultado final 3–0: 5 pontos para o vencedor e 0 pontos para o perdedor.
  - Partida com resultado final 3–1: 4 pontos para o vencedor e 1 pontos para o perdedor.
  - Partida com resultado final 3–2: 3 pontos para o vencedor e 2 pontos para o perdedor.
3. Proporção entre pontos ganhos e pontos perdidos (razão de pontos).
4. Proporção entre os sets ganhos e os sets perdidos (razão de sets).
5. Se o empate persistir entre duas equipes, a prioridade é dada à equipe que venceu a última partida entre as equipes envolvidas.
6. Se o empate persistir entre três equipes ou mais, uma nova classificação será feita levando-se em conta apenas as partidas entre as equipes envolvidas.

## Fase classificatória
- Todas as partidas foram jogadas no horário local (UTC-4).

### Grupo único
|     |                      |     | Jogos | Jogos | Jogos | Resultados | Resultados | Resultados | Resultados | Resultados | Resultados | Sets | Sets | Sets  | Pontos | Pontos | Pontos |
| Pos | Equipe               | Pts | T     | V     | D     | 3–0        | 3–1        | 3–2        | 2–3        | 1–3        | 0–3        | V    | P    | R     | V      | P      | R      |
| --- | -------------------- | --- | ----- | ----- | ----- | ---------- | ---------- | ---------- | ---------- | ---------- | ---------- | ---- | ---- | ----- | ------ | ------ | ------ |
| 1   | Estados Unidos       | 20  | 5     | 4     | 1     | 3          | 0          | 1          | 1          | 0          | 0          | 14   | 5    | 2.800 | 439    | 381    | 1.152  |
| 2   | Canadá               | 19  | 5     | 4     | 1     | 1          | 3          | 0          | 1          | 0          | 0          | 14   | 6    | 2.333 | 481    | 421    | 1.143  |
| 3   | República Dominicana | 15  | 5     | 3     | 2     | 1          | 1          | 1          | 1          | 1          | 0          | 12   | 9    | 1.333 | 473    | 446    | 1.061  |
| 4   | México               | 14  | 5     | 3     | 2     | 2          | 0          | 1          | 0          | 1          | 1          | 10   | 8    | 1.250 | 413    | 372    | 1.110  |
| 5   | Porto Rico           | 6   | 5     | 1     | 4     | 0          | 1          | 0          | 0          | 2          | 2          | 5    | 13   | 0.385 | 412    | 429    | 0.960  |
| 6   | Suriname             | 1   | 5     | 0     | 5     | 0          | 0          | 0          | 0          | 1          | 4          | 1    | 15   | 0.067 | 232    | 401    | 0.579  |

Resultados
| Data  | Hora  |                      | Placar |                | Set 1 | Set 2 | Set 3 | Set 4 | Set 5 | Total   | Relatório |
| ----- | ----- | -------------------- | ------ | -------------- | ----- | ----- | ----- | ----- | ----- | ------- | --------- |
| 3 set | 15:00 | Suriname             | 0–3    | Canadá         | 28–30 | 28–30 | 20–25 |       |       | 76–85   | P2 P3     |
| 3 set | 17:00 | Estados Unidos       | 3–0    | México         | 25–17 | 29–27 | 25–20 |       |       | 79–64   | P2 P3     |
| 3 set | 19:00 | República Dominicana | 3–1    | Porto Rico     | 31–29 | 31–33 | 27–25 | 27–25 |       | 116–112 | P2 P3     |
| 4 set | 15:00 | México               | 1–3    | Canadá         | 25–27 | 23–25 | 25–21 | 21–25 |       | 94–98   | P2 P3     |
| 4 set | 17:00 | Estados Unidos       | 3–0    | Porto Rico     | 25–17 | 25–23 | 26–24 |       |       | 76–64   | P2 P3     |
| 4 set | 19:00 | República Dominicana | 3–0    | Suriname       | 25–14 | 25–07 | 25–14 |       |       | 75–35   | P2 P3     |
| 5 set | 15:00 | Suriname             | 0–3    | México         | 12–25 | 10–25 | 17–25 |       |       | 39–75   | P2 P3     |
| 5 set | 17:00 | Porto Rico           | 1–3    | Canadá         | 19–25 | 25–23 | 20–25 | 19–25 |       | 83–98   | P2 P3     |
| 5 set | 19:00 | República Dominicana | 3–2    | Estados Unidos | 25–23 | 25–18 | 22–25 | 17–25 | 15–8  | 104–99  | P2 P3     |
| 6 set | 15:00 | Estados Unidos       | 3–0    | Suriname       | 25–14 | 25–11 | 25–14 |       |       | 75–39   | P2 P3     |
| 6 set | 17:00 | México               | 3–0    | Porto Rico     | 25–16 | 25–23 | 25–18 |       |       | 75–57   | P2 P3     |
| 6 set | 19:00 | República Dominicana | 1–3    | Canadá         | 25–20 | 23–25 | 15–25 | 16–25 |       | 79–95   | P2 P3     |
| 7 set | 15:00 | Porto Rico           | 3–1    | Suriname       | 25–14 | 21–25 | 25–15 | 25–10 |       | 96–64   | P2 P3     |
| 7 set | 17:00 | Canadá               | 2–3    | Estados Unidos | 25–21 | 18–25 | 29–31 | 25–18 | 13–15 | 110–110 | P2 P3     |
| 7 set | 19:00 | República Dominicana | 2–3    | México         | 18–25 | 25–21 | 25–19 | 18–25 | 13–15 | 99–105  | P2 P3     |

## Fase final

### Semifinais
| Data  | Hora  |                | Placar |                      | Set 1 | Set 2 | Set 3 | Set 4 | Set 5 | Total | Relatório |
| ----- | ----- | -------------- | ------ | -------------------- | ----- | ----- | ----- | ----- | ----- | ----- | --------- |
| 8 set | 17:00 | Estados Unidos | 0–3    | México               | 22–25 | 27–29 | 20–25 |       |       | 69–79 | P2 P3     |
| 8 set | 19:00 | Canadá         | 3–0    | República Dominicana | 25–22 | 25–22 | 25–20 |       |       | 75–64 | P2 P3     |

### Quinto lugar
| Data  | Hora  |            | Placar |          | Set 1 | Set 2 | Set 3 | Set 4 | Set 5 | Total  | Relatório |
| ----- | ----- | ---------- | ------ | -------- | ----- | ----- | ----- | ----- | ----- | ------ | --------- |
| 8 set | 15:00 | Porto Rico | 3–1    | Suriname | 25–16 | 20–25 | 28–26 | 27–25 |       | 100–92 | P2 P3     |

### Terceiro lugar
| Data  | Hora  |                      | Placar |                | Set 1 | Set 2 | Set 3 | Set 4 | Set 5 | Total | Relatório |
| ----- | ----- | -------------------- | ------ | -------------- | ----- | ----- | ----- | ----- | ----- | ----- | --------- |
| 9 set | 17:00 | República Dominicana | 1–3    | Estados Unidos | 23–25 | 25–19 | 23–25 | 15–25 |       | 86–94 | P2 P3     |

### Final
| Data  | Hora  |        | Placar |        | Set 1 | Set 2 | Set 3 | Set 4 | Set 5 | Total | Relatório |
| ----- | ----- | ------ | ------ | ------ | ----- | ----- | ----- | ----- | ----- | ----- | --------- |
| 9 set | 19:00 | Canadá | 0–3    | México | 17–25 | 24–26 | 20–25 |       |       | 61–76 | P2 P3     |

## Classificação final
| Pos | Equipe               |
| --- | -------------------- |
| 1   | México               |
| 2   | Canadá               |
| 3   | Estados Unidos       |
| 4   | República Dominicana |
| 5   | Porto Rico           |
| 6   | Suriname             |

|  | Qualificados para o Jogos Pan-Americanos de 2023 |

## Premiações
| Copa Pan-Americana de 2021  |
| México                      |
| --------------------------- |
| México Campeão (2.º título) |

### Individuais
Os atletas que integraram a seleção do campeonato foram:
| MVP (Most Valuable Player) | Diego González Castañeda | México               |
| Oposto                     | Henry Tapia              | República Dominicana |
| 1º Ponteiro                | Brodie Hofer             | Canadá               |
| 2º Ponteiro                | Jesse Elser              | Canadá               |
| 1º Central                 | Jackson Howe             | Canadá               |
| 2º Central                 | Merrick McHenry          | Estados Unidos       |
| Levantador                 | Derek Epp                | Canadá               |
| Líbero                     | José Pacheco             | Porto Rico           |

Os jogadores que se destacaram por fundamento:
| Maior pontuador | Henry Tapia   | República Dominicana |
| Melhor sacador  | Henry Tapia   | República Dominicana |
| Melhor defensor | José Pacheco  | Porto Rico           |
| Melhor receptor | Colton Loewen | Canadá               |